# Liste von Kunstwerken im öffentlichen Raum im Rhein-Kreis Neuss
Die Liste von Kunstwerken im öffentlichen Raum im Rhein-Kreis Neuss umfasst:
- Liste von Kunstwerken im öffentlichen Raum in Dormagen
- Liste von Kunstwerken im öffentlichen Raum in Grevenbroich
- Liste von Kunstwerken im öffentlichen Raum in Jüchen
- Liste von Kunstwerken im öffentlichen Raum in Kaarst
- Liste von Kunstwerken im öffentlichen Raum in Korschenbroich
- Liste von Kunstwerken im öffentlichen Raum in Meerbusch
- Liste von Kunstwerken im öffentlichen Raum in Neuss
- Liste von Kunstwerken im öffentlichen Raum in Rommerskirchen